# Miomachairodus
Miomachairodus es un género extinto de félido diente de sable perteneciente a la subfamilia Machairodontinae. Es conocido a partir de fósiles que datan de mediados de la época del Mioceno hallados en China y Turquía, persistiendo hasta finales del Mioceno (principios del Vallesiense). Los fósiles de este macairodontino se han encontrado en la Formación Bahe en Shaanxi, China, y en Yeni Eskihisar en Anatolia, Turquía. Este sitio turco data del Mioceno y es bien conocido por sus estudios de polen fósil.